# Portus Julius

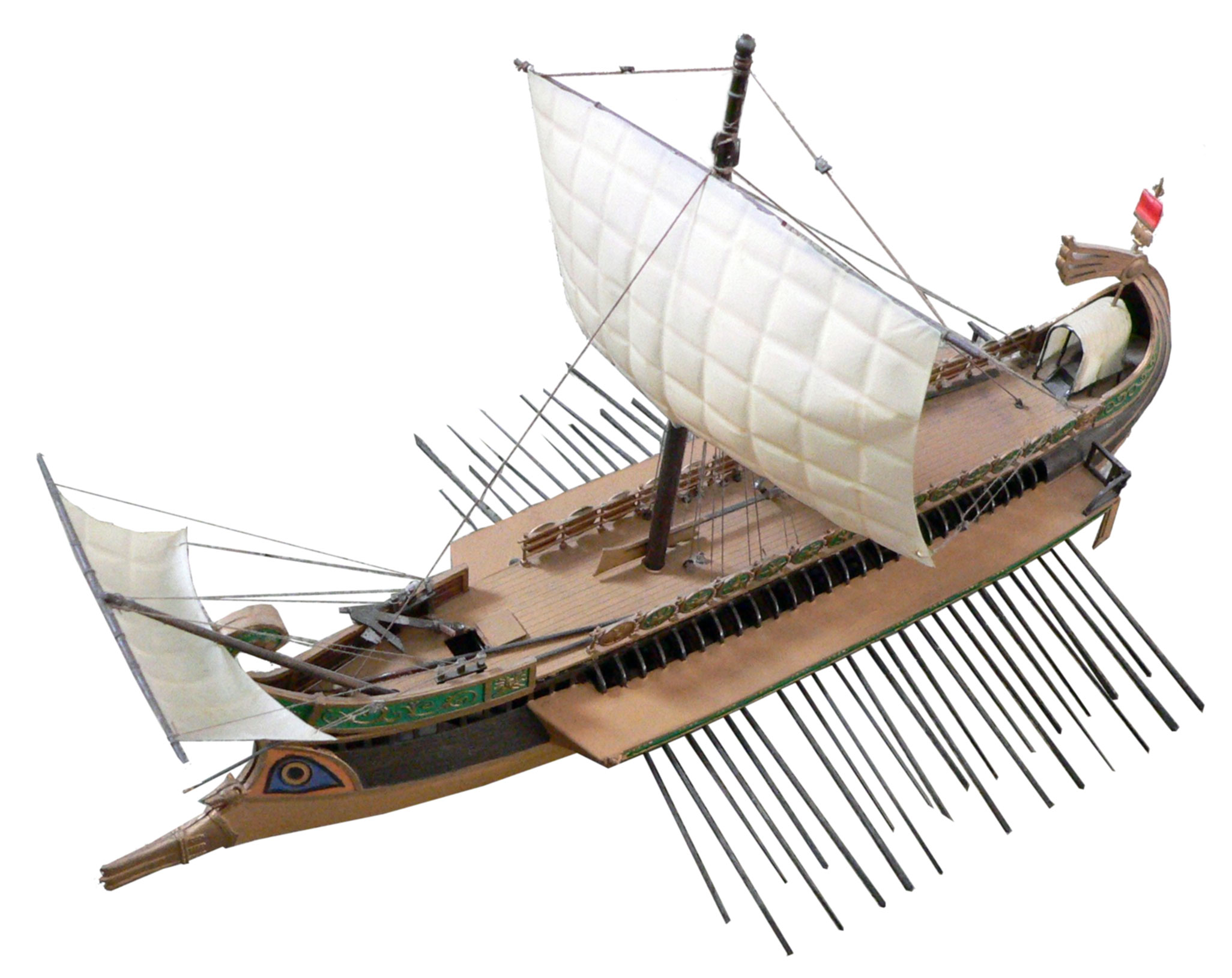
Modèle d'une birème romaine.

Portus Julius est le premier port d'attache de la marine romaine tout près de la future base navale de Misène. Il était situé dans l'actuelle province de Naples, en Campanie.

## Construction

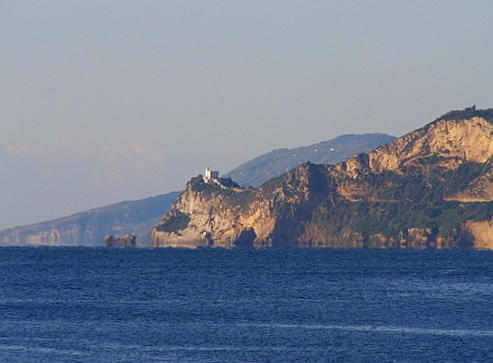
Le cap Misène.

En 37 av. J.-C., tandis que Sextus Pompée contrôle les côtes italiennes, le premier objectif de Marcus Vipsanius Agrippa est de trouver un port sûr pour la flotte octavienne. Dans une campagne précédente, Agrippa n'avait pu trouver de bases navales en Italie proche de la Sicile. Il fait creuser un chenal dans la langue de terre séparant la mer du lac Lucrin formant un port extérieur, et un autre entre le lac Lucrin et le lac d'Averne pour servir de port intérieur,. Le nouveau complexe portuaire est nommé Portus Julius en l'honneur d'Octavien,.
Le port extérieur derrière le cap Misène sert pour les navires actifs de la marine romaine et pour les exercices d'entraînement, tandis que son homologue interne, auquel il est relié par un canal traversé par un pont en bois, est conçu pour la flotte de réserve et pour les réparations, comme un refuge contre les tempêtes. En raison de son emplacement, la zone contrôlée s'étend sur toute la côte ouest italienne, les îles et le détroit de Messine.

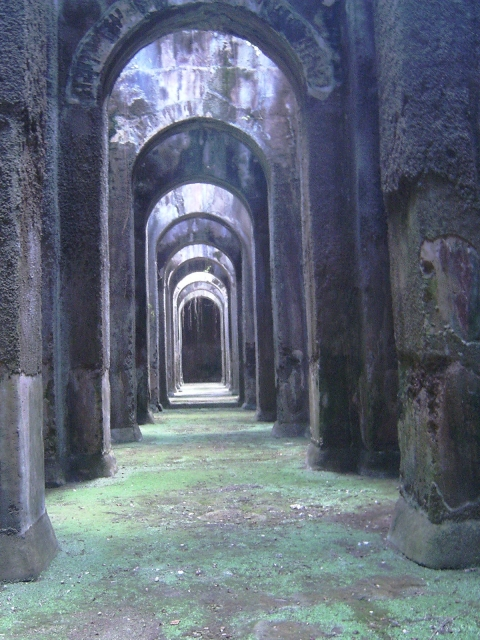
La Piscina mirabilis.

## Aqueduc

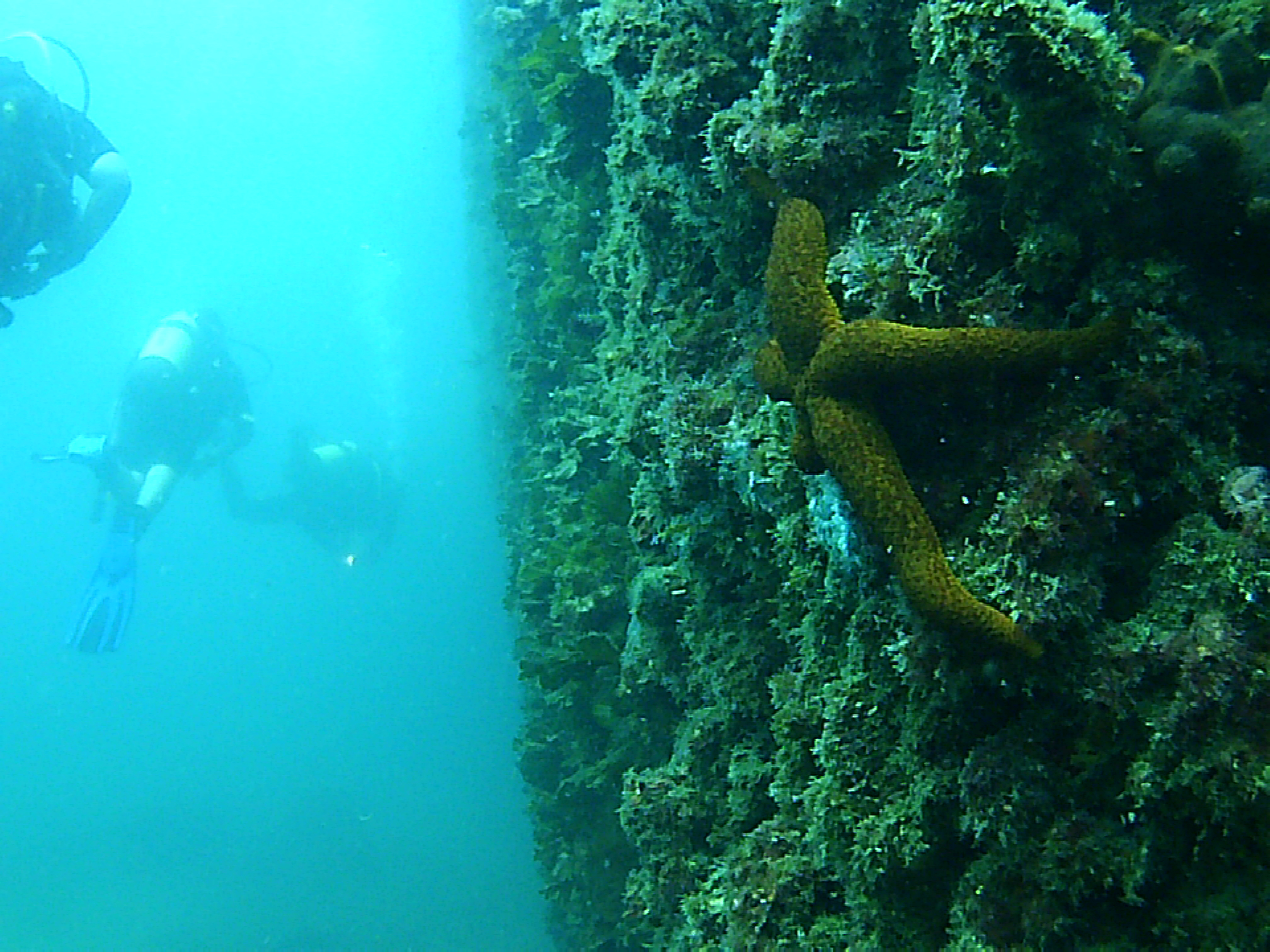
Brise-lames submergé du Port.

Les Romains construisent des brise-lames et un réservoir d'eau douce, la Piscina mirabilis, de taille inégalée. Il est alimenté par l'aqueduc d'Auguste construit vers 33 av. J.-C., un aqueduc qui fournit également Naples et Pompéi.

## Abandon
Peu après la fin de la guerre contre Sextus Pompée, le complexe est abandonné, en raison de l'accumulation de limon qui compromet sa navigabilité. Misène, à proximité, devient la base navale de la Méditerranée occidentale.

## État actuel
Les eaux de Portus Julius peuvent encore être vues aujourd'hui, mais de façon un peu réduite : l'un des trois lacs d'origine du port romain, le lac Lucrin, est considérablement réduit en taille par l'apparition volcanique d'une grande colline au milieu du lac au XVIe siècle, une colline appelée aujourd'hui « Monte Nuovo » . Le déplacement des côtes au cours des siècles a également mis un certain nombre d'installations portuaires originales sous l'eau.

## Sources
- (en) Cet article est partiellement ou en totalité issu de l’article de Wikipédia en anglais intitulé « Portus Julius » (voir la liste des auteurs).